# Binomi

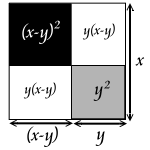
Exemples de binomis.

S'anomena binomi a un polinomi de dos termes.
Els binomis són un cas especial de polinomi perquè s'utilitzen molt a les matemàtiques.
El binomi amb forma {\displaystyle \mathbf {x-a} }, es coneix amb el nom de binomi de Newton, i és molt important per la resolució d'equacions.

## Operacions amb binomis
En general els binomis s'operen igual que els polinomis. Tot i així existeixen tres identitats fonamentals:
{\displaystyle \mathbf {(a+b)^{2}=a^{2}+2ab+b^{2}} }
{\displaystyle \mathbf {(a-b)^{2}=a^{2}-2ab+b^{2}} }
{\displaystyle \mathbf {(a+b)\cdot (a-b)=a^{2}-b^{2}} }
Per fer la potència d'un binomi s'utilitza el triangle de Tartaglia.